# آنزور کاوازاشویلی
آنزور کاوازاشویلی (گرجی: ანზორ ყავაზაშვილი؛ زادهٔ ۱۹ ژوئیهٔ ۱۹۴۰) بازیکن و مربی فوتبال گرجی‌تبار اهل اتحاد جماهیر شوروی سوسیالیستی بود.
از باشگاه‌هایی که در آن بازی کرده‌است می‌توان به باشگاه فوتبال تورپدو مسکو، باشگاه فوتبال زنیت سن پترزبورگ، باشگاه فوتبال اسپارتاک مسکو، و باشگاه فوتبال دینامو تفلیس اشاره کرد.
وی همچنین در تیم ملی فوتبال شوروی بازی کرده‌است.